# Thongdrel
Thongdrel (alt. Throngdrel) oder auch Guru Thongdrol wird ein großes Thangka (Rollbild) im tibetischen Buddhismus genannt.
Übersetzt bedeutet Guru Thongdrol  „Lehrmeister durch Ansicht“.
Es heißt die Kraft des thongdrel ist dermaßen stark, das allein durch das Betrachten des Guru Thongdrol sämtliche Sünden von dem Schauenden abfallen.
Ein thongdrel wird anlässlich hoher Feiertage, z. B. bei tsechus in Bhutan üblicherweise am letzten Tag des Festes früh morgens angebracht.
Das thongdrel ist die größte Form einer tibetisch-buddhistischen Thanka, die fast immer im Querformat angefertigt wird.
Die Bildmaße sind groß und können bis ca. 30 × 40 Meter messen.
Auf einer großen Stoffbahn, die als Untergrund dient, werden zunächst große farbige Flächen appliziert. Auf diese werden mehrere Bilder, die sich aus bunten Stoffen zusammensetzen aufgenäht.
Meist umgeben die zentrale Figur – in Bhutan ist das Guru Rinpoche – acht seiner Manifestationen.
An der oberen Kante befinden sich Schlaufen, durch die eine Stange zur Befestigung an einem Tempel oder an einer dafür vorgesehenen Wand gesteckt wird. Mit Seilen wird das Rollbild von Helfern hochgezogen und am Tempeldach oder einer Wand fixiert.
Über das Jahr wird das Rollbild in einem gelben Stoff eingewickelt in einer Kiste aufbewahrt. Es gibt sehr alte thongdrels, eines ist angeblich 400 Jahre alt.

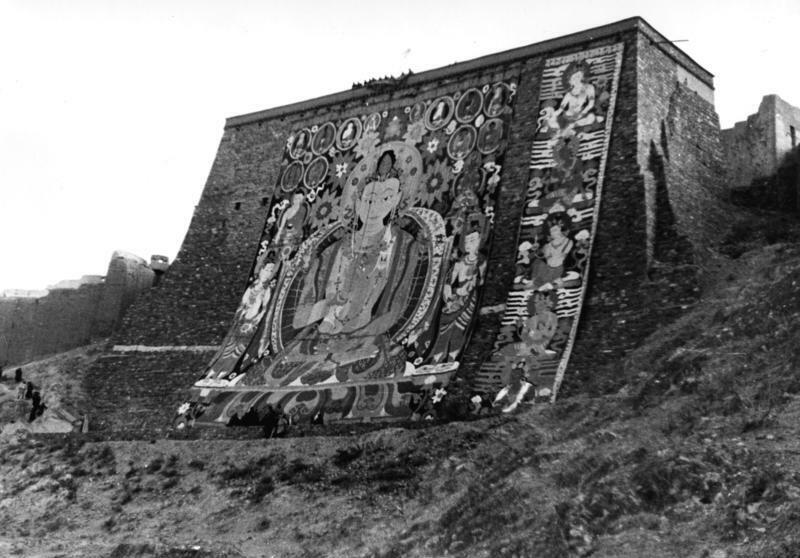
Throngdrel an der Festung von Gyangzê, Tibetexpedition 1938.
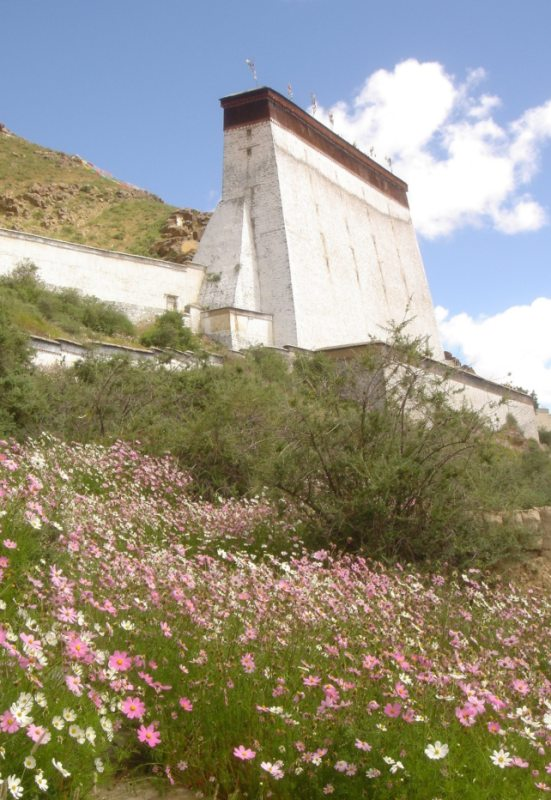
Thangka Wand von Trashilhünpo
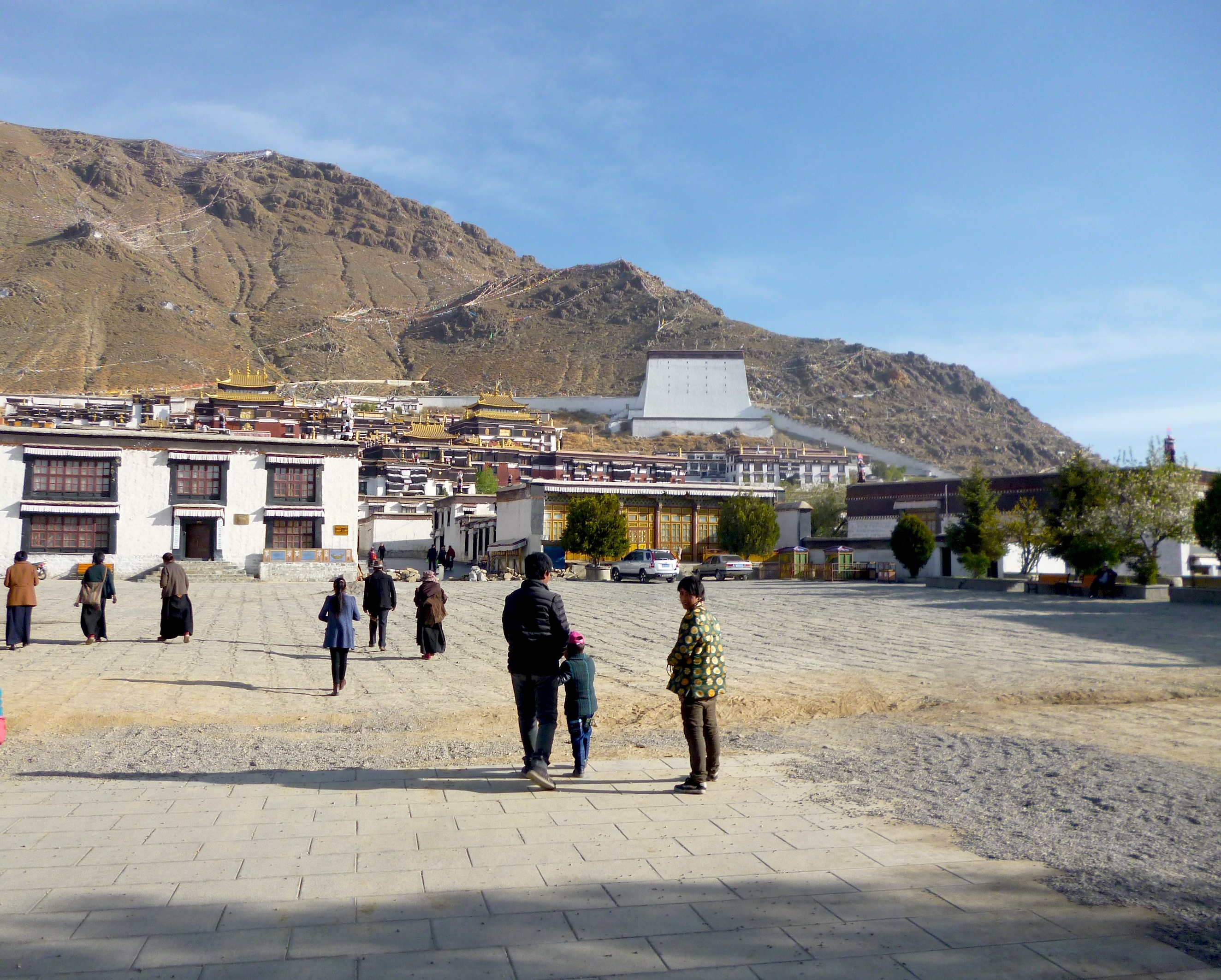
Klosteranlage von Trashilhünpo mit der Thangka-Wand im Hintergrund